# 国際民主主義デー
国際民主主義デー（こくさいみんしゅしゅぎデー、英語: International Day of Democracy）は、1997年の列国議会同盟の会合を背景に、2007年に国際連合総会が「民主主義の原則を推進し維持する目的」で決議した国際デーで、9月15日である。

## 概要
2007年、国連総会は、「民主主義の原則を推進し維持すること」を目的とするために、「9月15日を国際民主主義デーとすること」を決議し、すべての国連加盟国および組織に対し、募金への寄与など適切な方法でその日を記念するように呼び掛けた。
決議の前文は以下を確認した。